# Halve marathon van Egmond 2019
De 46e editie van de halve marathon van Egmond vond plaats op zondag 13 januari 2019. De weersomstandigheden waren deze editie relatief zwaar. Met een windkracht 7 en windstoten tot 90 km/uur voelde de deelnemers veel wind.
De Ethiopische atleten wonnen beide mannen en vrouwen de wedstrijd. Bij de mannen ging de overwinning naar Ayele Abshero in 1:04.57 met twee seconden voorsprong op de Marokkaan Taoufik Allam en derde werd William Wanjiku uit Kenia die een seconde achter Allam eindigde. Eerste Nederlander werd Ronald Schröer. Hij eindigde als negende. Haven Hailu won bij de vrouwen na een zinderende wedstrijd in 1:14.50 en had zo een ruime voorsprong op de Keniaan Jackline Chepngeno in 1:15.05, derde werd de Ethiopische Maeregu Hayelom met een ruime minuut achterstand in 1:16.48 en vlak daarachter eindigde de eerste Nederlander Ruth van der Meijden.
Naast de halve marathon kende het evenement een wedstrijd met als afstand een kwart marathon (10,5 km).

## Uitslagen

### Mannen[2]
| pos. | atleet            | land      | tijd    |
| ---- | ----------------- | --------- | ------- |
| 1    | Ayele Abshero     | Ethiopië  | 1:04.57 |
| 2    | Taoufik Allam     | Marokko   | 1:04.49 |
| 3    | William Wanjiku   | Kenia     | 1:05.00 |
| 4    | Gideon Kipketer   | Kenia     | 1:05.05 |
| 5    | Martin Museau     | Oeganda   | 1:05.06 |
| 6    | Dagnachew Adere   | Ethiopië  | 1:05.20 |
| 7    | Yakoub Labquira   | Marokko   | 1:06.16 |
| 8    | Goytom Sahle      | Eritrea   | 1:06.21 |
| 9    | Ronald Schröer    | Nederland | 1:07.08 |
| 10   | Ahmed El Mazoury  | Italië    | 1:07.21 |
| 11   | Regis Thonon      | België    | 1:07.25 |
| 12   | Stan Niesten      | Nederland | 1:07.51 |
| 13   | Dries Basemans    | België    | 1:07.56 |
| 14   | Edwin de Vries    | Nederland | 1:08.40 |
| 15   | Gianluca Assorgia | Nederland | 1:08.43 |

### Vrouwen[2]
| pos. | atleet               | land      | tijd    |
| ---- | -------------------- | --------- | ------- |
| 1    | Haven Hailu          | Ethiopië  | 1:14.51 |
| 2    | Jackline Chepngeno   | Kenia     | 1:15.06 |
| 3    | Maeregu Hayelom      | Ethiopië  | 1:16.49 |
| 4    | Ruth van der Meijden | Nederland | 1:17.20 |
| 5    | Andrea Deelstra      | Nederland | 1:17.41 |
| 6    | Bo Ummels            | Nederland | 1:19.31 |
| 7    | Britt Ummels         | Nederland | 1:20.05 |
| 8    | Lesley Smit          | Nederland | 1:20.36 |
| 9    | Miranda Boonstra     | Nederland | 1:21.19 |
| 10   | Kim Geypen           | België    | 1:21.51 |
| 11   | Jessica Oosterloo    | Nederland | 1:22.37 |
| 12   | Karen Van Proeyen    | België    | 1:23.48 |
| 13   | Lisanne Meuleman     | Nederland | 1:24.09 |
| 14   | Marije Peters        | Nederland | 1:25.18 |
| 15   | Lisanne Meuleman     | Nederland | 1:25.19 |

1973 ·
1974 ·
1975 ·
1976 ·
1977 ·
1978 ·
1979 ·
1980 ·
1981 ·
1982 ·
1983 ·
1984 ·
1985 ·
1986 ·
1987 ·
1988 ·
1989 ·
1990 ·
1991 ·
1992 ·
1993 ·
1994 ·
1995 ·
1996 ·
1997 ·
1998 ·
1999 ·
2000 ·
2001 ·
2002 ·
2003 ·
2004 ·
2005 ·
2006 ·
2007 ·
2008 ·
2009 ·
2010 ·
2011 ·
2012 ·
2013 ·
2014 ·
2015 ·
2016 ·
2017 ·
2018 ·
2019 ·
2020 ·
2021 ·
2022 ·
2023 ·
2024 ·
2025